# فیکائین
فیکائین (انگلیسی: Ficain) آنزیمی است که از شیرابهٔ انجیر به‌دست می‌آید.  این آنزیم همچون پاپئین، بروملین، کالپین، کاتوسین بی و کیموپاپائین نوعی پروتئاز از دستهٔ سیستئین پروتئاز است و یکی از رایج‌ترین آنزیم‌هایی است که در تشخیص گروه‌های خونی مورد استفاده قرار می‌گیرد.
این آنزیم در پوست و گوشت سفیدرنگ میوهٔ انجیر هم وجود دارد و با خوردنش یک احساس سوزش یا خارش دست می‌دهد.